# Mainbocher
Mainbocher est une griffe de haute couture fondée par le couturier américain Main Rousseau Bocher (24 octobre 1890-27 décembre 1976), plus connu sous le nom de Mainbocher (à prononcer « Maine-Bocker »). Fondée à Paris en 1929, la maison de couture Mainbocher est transférée à New York en 1940, avant de fermer en 1971.

## Main Rousseau Bocher
Originaire de Chicago, Main Rousseau Bocher part pour l'Europe en 1911. Dès lors, menant une vie de bohème, il alterne entre ses études et divers emplois, à New York, Munich, Paris et Londres. Il étudie ainsi l'art à Munich, puis le dessin à Paris en 1912, et rentre aux États-Unis en 1913. Quelques jours après son retour sur le sol américain, il apprend que l'un de ses dessins a été sélectionné pour le Salon des artistes décorateurs. C'est ainsi qu'il revient brièvement à Paris, avant de se rendre à Londres où il dessine des affiches publicitaires et illustre Aucassin et Nicolette pour Harrods. 
Le déclenchement de la Première Guerre mondiale le force à rentrer à New York en 1914. Il subsiste en vendant des illustrations de mode au fabricant E. L. Mayer, lui aussi originaire de Chicago. En parallèle, il prend des cours de musique avec Frank La Forge et commence à se faire connaître dans le milieu musical new-yorkais. Lors de l'entrée en guerre des États-Unis en 1917, il s'engage volontairement et devient sergent major l'année suivante. Démobilisé en 1919, il décide de rester à Paris et songe à une grande carrière à l'Opéra-Comique, sa passion. Cependant, son rêve prend brutalement fin quand, en 1921, il échoue à une audition importante.
Il est alors engagé comme dessinateur pour Harper's Bazaar. Deux ans plus tard, il intègre le groupe Condé Nast en tant que rédacteur mode de l'édition francaise du magazine Vogue (« Paris fashion editor »). Il lance la rubrique « l'œil de Vogue », dans laquelle il popularise de nouvelles expressions comme « blanc cassé ». Il y fait preuve de flair en décelant dans les collections de couture ce qui plaira aux Françaises et aux Américaines. Grâce à ses talents littéraires et à son sens du style, il devient rédacteur en chef de l'édition française du magazine Vogue en 1927. En 1929, il considère sa connaissance du monde de la mode suffisante pour passer à une activité plus créatrice, et décide d'ouvrir sa propre maison de couture. Il s'agit d'un pari risqué pour Mainbocher, qui, alors âgé de 40 ans, n'avait pas de formation technique. 

## Mainbocher Couture (1929-1939)
Main Rousseau Bocher fusionne son prénom et son nom de famille pour donner naissance à sa griffe « Mainbocher », à l'instar des griffes Augustabernard et Louiseboulanger dont il était un fervent admirateur. Il ouvre la société Mainbocher Couture au 21, avenue George-V et présente sa première collection en novembre 1930, en pleine dépression économique. Mainbocher s'impose progressivement grâce à ses créations tout aussi élégantes que sophistiquées. On lui doit notamment la robe bustier et les pull-overs en cachemire brodés. 
Son style subtil et intemporel remporte les faveurs de célèbres éditrices de mode telles Carmel Snow, Bettina Ballard, Diana Vreeland, mais aussi de femmes de la haute société telles Elsie de Wolfe, Lady Castlerosse, la vicomtesse de Noailles, Lady Abdy, la baronne de Rothschild, la pianiste Myra Hess, Millicent Rogers, Daisy Fellowes, Madame Cole Porter, ou encore de célébrités comme Mary Pickford, Constance Bennett, Kay Francis, Claudette Colbert, Irene Dunne, Loretta Young, Miriam Hopkins et Helen Hayes.  
De toutes ses clientes, la plus célèbre reste Wallis Simpson, pour qui il va jusqu'à créer le « bleu Wallis ». Il réalise sa robe de mariée et son trousseau, lorsqu'elle épouse en troisièmes noces le duc de Windsor en juin 1937, après son abdication du trône d'Angleterre. Cette robe, l'une des plus photographiées et des plus copiées, contribue fortement à asseoir sa notoriété. Elle est aujourd'hui conservée au Metropolitan Museum of Art à New York. 
La dernière collection parisienne de Mainbocher, qui introduit des « tailles de guêpe » sanglées, est sujette à de vives controverses. Certains commentateurs voient, en effet, dans le retour du corset un recul de la mode. Le « corset Mainbocher » tranche radicalement avec la silhouette fluide des années 1930 et annonce déjà le « New Look » de Christian Dior. Ce corset est immortalisé par Horst P. Horst dans l'une de ses plus célèbres photographies. 

## Mainbocher Inc. (1940-1971)
Avec la déclaration de la Seconde Guerre mondiale, Mainbocher se voit contraint de quitter la France. En 1940, la maison de couture devient Mainbocher Inc. et s'installe à New York, à l'angle de la 57e Rue et de la 5e Avenue, à côté de Tiffany. Il y recrée ses salons de couture à l'identique et reste attaché aux traditions de la haute couture parisienne.
Le corset Mainbocher et la controverse qui l'entoure lui fournissent une clef d'entrée dans le marché américain. Il s'associe ainsi à la Warner Brothers Corset Company pour produire une ligne de corsets portant sa griffe. Il présente sa première collection de couture new-yorkaise le 30 octobre 1940 et réussit bientôt à s'imposer sur la scène de mode américaine. Pendant la durée du conflit, Mainbocher s'accommode des problèmes posés par le rationnement de tissu en créant des robes du soir courtes et des tabliers dits de cocktail (cocktail aprons) pour transformer n'importe quelle robe en robe du soir habillée. 
En parallèle, Mainbocher crée des uniformes pour plusieurs organisations civiles et militaires, lui permettant de mettre en application ses principes de fonctionnalité et d'utilité, sans sacrifier à l'élégance chic et sobre qui fait le renom de sa marque. Ces uniformes lui permettent aussi d'affirmer son identité américaine dans un contexte patriotique. En 1942, il crée d'abord les uniformes des auxiliaires féminines de la marine américaine, appelées WAVES. Puis, il conçoit les nouveaux uniformes de la Croix-Rouge américaine. C'est encore lui qui se charge de mettre les uniformes des Girl Scouts au goût du jour en 1948.
À New York, Mainbocher reste sans conteste le plus grand couturier de l'élite américaine ; il habille de nouvelles générations de femmes du monde et, notamment, Brenda Frazier, Doris Duke, Adele Astaire, Elizabeth Parke Firestone, Gloria Vanderbilt, Lila Wallace, Bunny Mellon, Babe Paley, la princesse Maria Cristina de Bourbon, Kathryn Miller, ou encore C. Z. Guest. En 1947, huit des dix femmes élues les mieux habillées par le New York Dress Institute étaient clientes de Mainbocher.
Mainbocher crée de nombreux costumes pour Broadway, y compris les costumes de Leonora Corbett dans L'Esprit s'amuse (1941), de Mary Martin dans One Touch of Venus (1943) et The Sound of Music (1959), de Tallulah Bankhead dans Private Lives (1948), de Ethel Merman dans Call Me Madam (1950), de Rosalind Russell dans Wonderful Town (1953), de Lynn Fontanne dans The Great Sebastians (1956), d'Irene Worth dans Tiny Alice (1964) ou de Lauren Bacall dans Applause (1970).
Mainbocher ferme sa maison de couture en 1971, à l'âge de 81 ans. Il passe ses dernières années entre Paris et Munich jusqu'à son décès en 1976.

## Héritage
En 2002, Mainbocher se voit décerner à titre posthume une plaque sur le « Fashion Walk of Fame » dans le Garment District à New York. Cette plaque symbolique rend hommage à sa contribution dans l'histoire de la mode. 
Mainbocher a inspiré certains des plus grands couturiers du xxe siècle, dont Christian Lacroix, qui vantait le glamour des vêtements griffés Mainbocher.  
Les créations de Mainbocher ont été présentées dans de nombreuses expositions au fil des ans, mais c'est seulement en 2010 qu'elles ont fait l'objet d'une exposition virtuelle créée par le Musée de la ville de New York. Elles y sont présentées aux côtés des créations de la maison Worth. 
La première rétrospective consacrée à Mainbocher, intitulée « Making Mainbocher », a eu lieu au Musée d'histoire de Chicago d'octobre 2016 à août 2017,. Cette exposition était en partie sponsorisée par Luvanis, aujourd'hui propriétaire de la marque.